# 维莱卡尼韦
维莱卡尼韦（法語：Villers-Canivet，法語發音：[vilɛʁ kanivɛ]）是法国卡尔瓦多斯省的一个市镇，属于卡昂区。

## 地理
维莱卡尼韦（48°56'25"N, 0°15'19"W）面积12.24 平方千米，位于法国诺曼底大区卡爾瓦多斯省，该省份为法国西北部沿海省份，北濒大西洋英吉利海峡，东北与滨海塞纳省以海上边界相接，东临厄尔省，南至奧恩省，西与芒什省接壤。
与维莱卡尼韦接壤的市镇（或旧市镇、城区）包括：邦-塔西伊、莱法尔、昂特河畔马蒂尼、诺龙拉拜、圣皮埃尔卡尼韦、苏朗日、于西。

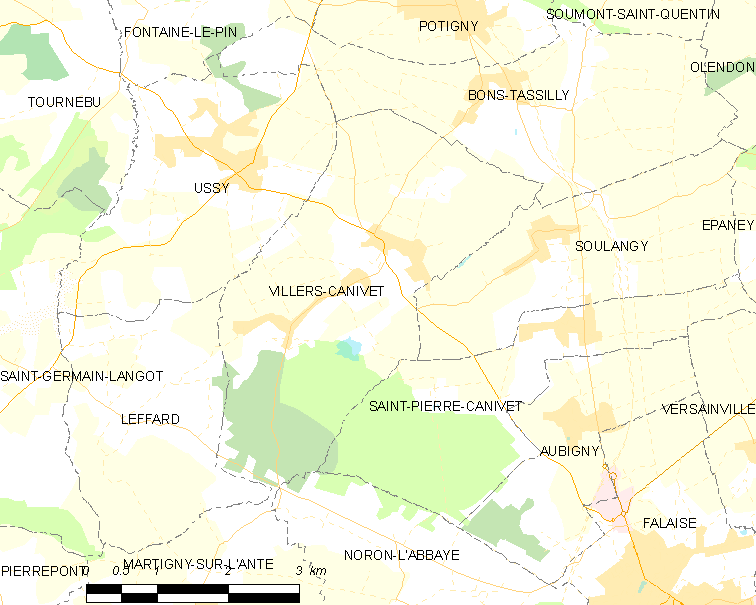
维莱卡尼韦的OSM定位图

维莱卡尼韦的时区为UTC+01:00、UTC+02:00（夏令时）。

## 行政
维莱卡尼韦的邮政编码为14420，INSEE市镇编码为14753。

## 政治
维莱卡尼韦所属的省级选区为法莱斯县。

## 人口

1962-2008年间维莱卡尼韦人口变化图示

维莱卡尼韦于2022年1月1日时的人口数量为725人。